# Circonscription de Lindsay
La circonscription de Lindsay est une circonscription électorale australienne en Nouvelle-Galles du Sud. Elle a été créée en 1984 et porte le nom de l'artiste et écrivain Norman Lindsay. 
Elle est située dans la banlieue ouest de Sydney et comprend les quartiers de Penrith, Castlereagh, Glenbrook, Mulgoa et Werrington. Jusqu'à l'élection de 1996, elle était considérée comme un siège assuré pour le parti travailliste australien. Un important transfert de voix l'a fait passer au parti libéral lors de l'arrivée au pouvoir de John Howard et elle restera à ce parti jusqu'en 2007. 

## Représentants
| Nom              | Parti        | Période de mandat |
| ---------------- | ------------ | ----------------- |
| Ross Free        | Travailliste | 1984–1996         |
| Jackie Kelly     | Libéral      | 1996–2007         |
| David Bradbury]  | Travailliste | 2007–2013         |
| Fiona Scott      | Libéral      | 2013–2016         |
| Emma Husar       | Travailliste | 2016–2019         |
| Melissa McIntosh | Libéral      | 2019–en cours     |